# Olt
Olt er en af Rumæniens største floder og biflod til Donau. Den udspringer i Østkarpaterne og løber gennem de Transsylvanske Alper i Pas Turnul Roșu – Rødtårnspasset – et af de vigtigste pas mellem Transsylvanien og Valakiet.
Floden har givet navn til den vestlige tredjedel af Valakiet, Oltenien.